# سد القصرين
سد القصرين
سد القصرين، المعروف أيضًا بـ السد الأثري بالقصرين، هو منشأة مائية رومانية قديمة تقع في ولاية القصرين غرب تونس. يُعد من أبرز السدود التاريخية التي تعود إلى العصر  الروماني، وقد بُني بهدف تجميع المياه واستغلالها في الري وتزويد السكان في المناطق المجاورة.
الموقع
يقع السد في محيط مدينة القصرين، بمنطقة تجمع بين المرتفعات الجبلية والمساحات الفلاحية. يُعتقد أن موقعه كان استراتيجيًا لتجميع مياه الأمطار والوديان، خاصة خلال فصل الشتاء، وتحويلها لاحقًا نحو الحقول الزراعية الرومانية.
التاريخ
يرجع تاريخ بناء السد إلى القرن الثاني أو الثالث للميلاد، وهو شاهد على تطور الهندسة المعمارية الرومانية، التي اتبعت نظامًا صارمًا في تصميم البنى التحتية، خصوصًا المتعلقة بالمياه مثل القنوات المائية والحمامات الرومانية والسدود.
البنية المعمارية
صُمم السد من كتل حجرية ضخمة متراصة، مع استخدام تقنيات مونة الجير المعروفة عند الرومان. يبلغ ارتفاعه عدة أمتار، وطوله يتجاوز العشرين مترًا، وقد صُمم ليصمد أمام قوة جريان المياه. تشير الحفريات إلى وجود فتحات لتصريف المياه الزائدة، مما يدل على فهم متقدم للهيدروليك في تلك الفترة.
الوضع الحالي وجهود الحماية
يعاني سد القصرين اليوم من التآكل الطبيعي والتهميش، حيث لم يحظَ حتى الآن بترميم فعلي أو حماية قانونية كافية، على الرغم من الدعوات المتكررة من المجتمع المدني والباحثين في الآثار. وقد تم اقتراح إدراجه ضمن المعالم التاريخية المحمية في تونس، نظراً لقيمته الهندسية والأثرية.
في السنوات الأخيرة، أطلقت بعض الجمعيات الثقافية مبادرات ميدانية لتعريف السد وتوثيقه، كما شُرع في جمع البيانات حول بنيته ووظيفته الأصلية، في إطار مشاريع أكاديمية بالتعاون مع المعهد الوطني للتراث.
الأهمية السياحية والثقافية
يمثل السد عنصرًا من الذاكرة المعمارية للجهة، ويمكن استغلاله في خلق مسلك سياحي أثري مخصص للآثار الرومانية في ولاية القصرين، إلى جانب مواقع مثل سبيطلة وتالة والجم.

انظر أيضًا
الآثار الرومانية في تونس
ولاية القصرين
سد
هندسة رومانية
تراث تونسي
مصادر
1. المعهد الوطني للتراث – تقارير ميدانية غير منشورة.

2. مجلة "التراث والمعمار" – العدد 15، تونس.

3. دراسات جامعية في قسم الآثار – جامعة قفصة، 2022.

4. مبادرات جمعيات "تراث قصرين" و"ذاكرة تونس القديمة".